# Jesús Valenzuela
Jesús Valenzuela   (Acarigua, 24 de novembre de 1983) Jesús Noel Valenzuela Sáez és un àrbitre de futbol veneçolà que ha estat àrbitre internacional de la FIFA des de 2013.
Va debutar a Veneçuela al Torneig Obertura de la primera divisió veneçolana 2011-12.
Va ser seleccionat per la FIFA per ser àrbitre al mundial de Qatar de 2022.